# Mns Mesjid (Muara Dua)
Mns Mesjid is een bestuurslaag in het regentschap Lhokseumawe van de provincie Atjeh, Indonesië. Mns Mesjid telt 6968 inwoners (volkstelling 2010).